# Heinrich von Böckenförde
Heinrich von Böckenförde (... – dicembre 1437) fu Gran Maestro dell'Ordine di Livonia, in carica dal 1435 al 1437, anno della sua morte.

## Biografia

### Prima di divenire Gran maestro
Faceva parte della nobile famiglia di Westfalia Böckenförde. Dal 1426 al 1428 fu di stanza presso Narva, dopo essere entrato a far parte dell'Ordine di Livonia. Dal 1430 al 1432 fu komtuur presso Aizkraukle. Successivamente, fino al 1434, ricoprì il ruolo di comandante a Reval.
La sua progressione lo portò nel 1433 ad essere tra i candidati a ricoprire il ruolo di Landmeister. Le elezioni si svolsero in un contesto di contrapposizione tra la "fazione" politica della Renania e quello della Vestfalia. Fu la prima a prevalere, con conseguente nomina di Frank Kirskorf. A Von Böckenförde fu riconosciuto il ruolo di Maresciallo (Landmarschall) di Livonia. Dopo la battaglia di Pabaiskas, persa dall'Ordine, a seguito della quale morì pure Frank Kirskorf, i cavalieri decisero di eleggere in fretta un successore: senza attendere la decisione del Hochmeister Paul von Rusdorf, il ruolo di Landmeister fu assunto da von Böckenförde. Von Rusdorf confermò le elezioni in seguito.

### Gran Maestro di Livonia
Nel mese di ottobre 1435, una spedizione di samogizi devastò parte della Curlandia e bruciò il castello dell'Ordine a Durbe. Heinrich von Böckenförde prestò molta attenzione al rafforzamento delle fortezze di confine.
Heinrich von Böckenförde cercò anche di stabilire buone relazioni con l'Arcivescovo di Riga Henning Scharpenberg, che aveva formato un'alleanza con il Granduca di Lituania Vytautas. Nel mese di dicembre del 1435, presso la Dieta di Valka, venne dichiarata una pace di sei anni che segnò la definitiva riconciliazione tra il Landmeister di Livonia e l'Arcivescovo di Riga.

### 1435: autonomia dell'Ordine di Livonia
Già nei primi decenni del XV secolo, l'Ordine di Livonia iniziò ad essere più indipendente dall'Ordine teutonico. Questo processo subì un'accelerazione dopo che i teutonici vennero sconfitti nella battaglia di Grunwald nel 1410 dall'esercito congiunto di Polonia e Lituania e furono costretti ad una tregua, perdendo sia la Samogizia (nord-ovest della Lituania) che una striscia di terra la quale collegava la Livonia con le terre dell'Ordine teutonico.
L'Hochmeister avviò nuovamente delle schermaglie militari contro la Polonia e la Lituania, ma si mostrò subito necessario l'aiuto dei cavalieri dei Livonia. Questi ultimi non erano più interessati alle guerre nel sud, visto che la Lituania era stata cristianizzata.
Nonostante ciò, il Landmeister di Livonia partecipò alle guerre contro la Lituania nel 1430, senza particolari successi: il culmine della serie negativa di sconfitte fu raggiunto con la battaglia di Pabaiskas.

### Il trattato di Brześć Kujawski
Dopo la sconfitta subita dall'Ordine di Livonia, Heinrich von Böckenförde, confermò la validità della pace di Brześć Kujawski. Con il trattato, l'Ordine di Livonia accettava di cessare il supporto bellico a Švitrigaila, il quale aveva cercato di rompere l'Unione Polacco-Lituana. Si accettava inoltre, per il futuro, di riconoscere come Granduca di Lituania quelli che venivano confermati dal Re di Polonia.
Gottfried von Rodenberg coprì temporaneamente il ruolo di Gran maestro alla morte di von Böckenförde prima che subentrasse il successore Heidenreich Vincke von Overberg.